# Jerzy Pysiak
Jerzy Pysiak (ur. 18 sierpnia 1970 w Warszawie) − polski historyk, doktor habilitowany nauk historycznych, mediewista, od 1999 adiunkt Instytutu Historycznego Uniwersytetu Warszawskiego.

## Życiorys
Absolwent Wydziału Historycznego Uniwersytetu Warszawskiego (1994). W 1999 roku uzyskał stopień doktora na podstawie rozprawy pt. Monarchia Kapetyńska pomiędzy historią, sacrum a mitem w historiografii czasów Filipa Augusta, której promotorem był Henryk Samsonowicz. W 2013 na podstawie oceny dorobku naukowego i rozprawy pt. Król i Korona Cierniowa. Kult relikwii we Francji Kapetyngów, uzyskał stopień doktora habilitowanego nauk historycznych.
Od 1994 do 2004 sekretarz Zakładu Historii Średniowiecznej. Wykładowca gościnny w École des hautes études en sciences sociales w Paryżu oraz w Département Histoire, Histoire de l’Art et Archéologie na Uniwersytecie w Nantes i Uniwersytecie Lumière - Lyon  II (CIHAM - Histoire, Archéologie, Littératures des mondes chrétiens et musulmans médiévaux, UMR 5648). W latach 2014−2017 wykładowca gościnny na Uniwersytecie Komeńskiego w Bratysławie.
Był konsultantem historycznym scenariusza niezrealizowanego serialu historycznego Telewizji Polskiej − Korona królowej, autorstwa Marii Ciunelis i Agaty Danielowskiej.

## Nagrody
- 2002 − Nagroda Fundacji im. Aleksandra Gieysztora
- 2013 − Nagroda Clio I stopnia, przyznana przez JM Rektora UW i Dziekana Wydziału Historycznego UW za książkę Król i Korona Cierniowa. Kult relikwii i świętych w kapetyńskiej Francji, Wydawnictwa UW, Warszawa 2012.
- 2014 − Nagroda Prezesa Rady Ministrów RP za rozprawę habilitacyjną pt. Król i Korona Cierniowa. Kult relikwii i świętych w kapetyńskiej Francji, Wydawnictwa UW, Warszawa 2012.

## Wybrane publikacje
- Król i Korona Cierniowa. Kult relikwii i świętych w kapetyńskiej Francji, Wydawnictwa UW, Warszawa 2012, 472 s. (Nagroda Clio Rektora Uniwersytetu Warszawskiego i Dziekana Wydziału Historycznego UW I stopnia - 2013, Nagroda Prezesa Rady Ministrów RP - 2014)
- [red.] Monarchia w średniowieczu – władza nad ludźmi, władza nad terytorium, red. J. Pysiak, A. Pieniądz-Skrzypczak, M. R. Pauk, Warszawa-Kraków 2002, 384 s.
- [red.] Sacrum. Obraz i funkcja w społeczeństwie średniowiecznym, red. A. Pieniądz-Skrzypczak, J. Pysiak, Warszawa 2005, 460 s.
- [red.] Świat średniowiecza. Studia ofiarowane Profesorowi Henrykowi Samsonowiczowi, red. A. Bartoszewicz, G. Myśliwski, J. Pysiak, P. Żmudzki, Warszawa 2010, 940 s.
- [red.] Europejczycy, Afrykanie, Inni. Studia ofiarowane Profesorowi Michałowi Tymowskiemu, red. B. Nowak, M. Nagielski, J. Pysiak, Warszawa 2011, 720 s.